# Euphyia brunneimixta
Euphyia brunneimixta là một loài bướm đêm trong họ Geometridae.